# Ascobolus hansenii
Ascobolus hansenii är en svampart som beskrevs av M.D. Paulsen & Dissing 1980. Ascobolus hansenii ingår i släktet Ascobolus och familjen Ascobolaceae.  Arten är reproducerande i Sverige. Inga underarter finns listade i Catalogue of Life.